# The Infinite Wonders of Creation
The Infinite Wonders of Creation es el tercer y último álbum en la trilogía de symphonic metal del compositor y guitarrista italiano Luca Turilli. El álbum fue lanzado en Europa el 26 de mayo de 2006 y el 6 de junio del mismo año en los Estados Unidos, por Magic Circle Music. La edición limitada del álbum fue lanzada y contenía la versión a piano de "Altitudes" y un CD con la canción de Luca Turilli's Dreamquest, "Virus" (El CD también incluye un remix de "Virus", junto con las canciones "Too Late" y "Sospiro Divino"). Este álbum es notable por el uso de voz femenina hecha por Bridget Fogle. Las voces masculinas fueron hechas, como en los otros álbumes, por Olaf Hayer.

## Lista de canciones
1. "Secrets of Forgotten Ages" – 3:12
2. "Mother Nature" – 4:39
3. "Angels of the Winter Dawn" – 4:16
4. "Altitudes" – 4:37
5. "The Miracle of Life" – 4:24
6. "Silver Moon" – 5:37
7. "Cosmic Revelation" – 4:48
8. "Pyramids and Stargates" – 6:07
9. "Mystic and Divine" – 4:21
10. "The Infinite Wonders of Creation" – 8:39
11. "Altitudes (Versión Piano)" – 3:20 (Solo en la edición limitada)

## Intérpretes
- Bridget Fogle – Voz
- Olaf Hayer – Voz
- Luca Turilli – Guitarra, Teclado
- Sascha Paeth – Bajo eléctrico
- Michael Rodenberg - Teclado
- Robert Hunecke – Batería